# Meleoma furcata
Meleoma furcata is een insect uit de familie van de gaasvliegen (Chrysopidae), die tot de orde netvleugeligen (Neuroptera) behoort. 
Meleoma furcata is voor het eerst wetenschappelijk beschreven door Banks in 1911.